# Корнієнко Іван Григорович
Іван Григорович Корнієнко (нар. 1925 — ?) — український радянський партійний діяч, секретар Тернопільського обласного комітету КПУ.

## Біографія
Освіта вища. Член КПРС.
У травні 1972 — 1981 року — секретар Тернопільського обласного комітету КПУ з питань промисловості.
Подальша доля невідома.

## Нагороди
- орден Трудового Червоного Прапора
- ордени
- медалі